# Olethreutinae
Olethreutinae (лат.) — подсемейство чешуекрылых из семейства листовёрток.

## Описание
Передние крылья часто серого или черновато-бурого цвета. Если выражены одна или две светлые полосы, перевязи или линии в средней части передних крыльев, то они обычно преломлены углом на продольной оси; над торнальным углом нередко имеется одна-две блестящие линии или скобки «зеркальца»; на середине заднего края переднего крыла часто расположено светлое дорсальное пятно.
На верхней стороне заднего крыла ствол Cu обычно с гребешком волосовидных щетинок, в гениталиях самца эдеагус без базального выроста (оба признака не выражена у трибы Microcorsini). Транстилла отсутствует. Основание вальвы с углублением — балальной ямкой, которая не развита у Gatesclarkaenini. В гениталиях самки передние апофизы соединены с остиальными склеритами только перепонкой.

## Классификация
Известно более 5200 видов из более 410 родов в 8 трибах.